# شیخ مودیبو دیارا
شیخ مودیبو دیارا (به انگلیسی: Cheick Modibo Diarra) مهندس هوافضا، تاجر و سیاستمدار مالیایی است که از ۱۷ آوریل ۲۰۱۲ نخست وزیر این کشور بوده‌است. او از شغل خود در دسامبر ۲۰۱۲ استعفا داد.
او لیسانس خود را در فرانسه و فوق لیسانس و پی اچ دی خود را در مهندسی هوافضا از دانشگاه براون در واشینگتن، دی. سی. دریافت کرد. او به آزمایشگاه پیشرانه جت در کلتک پیوست و در پروژه‌های مختلفی نقش آفرینی کرد. او مسئول آموزش و تبلیغ عمومی برنامه اکتشاف مریخ ناسا شد. او به تابعیت آمریکا درآمد. او از ۲۰۰۶ تا ۲۰۱۱ مدیر شرکت مایکروسافت آفریقا بود.